# 黄興広場駅
黄興広場駅（こうこうひろばえき）は、中華人民共和国湖南省長沙市開福区・芙蓉区・天心区にある1号線の駅である。

## 駅構造
- 1号線：島式ホーム1面

## 駅周辺

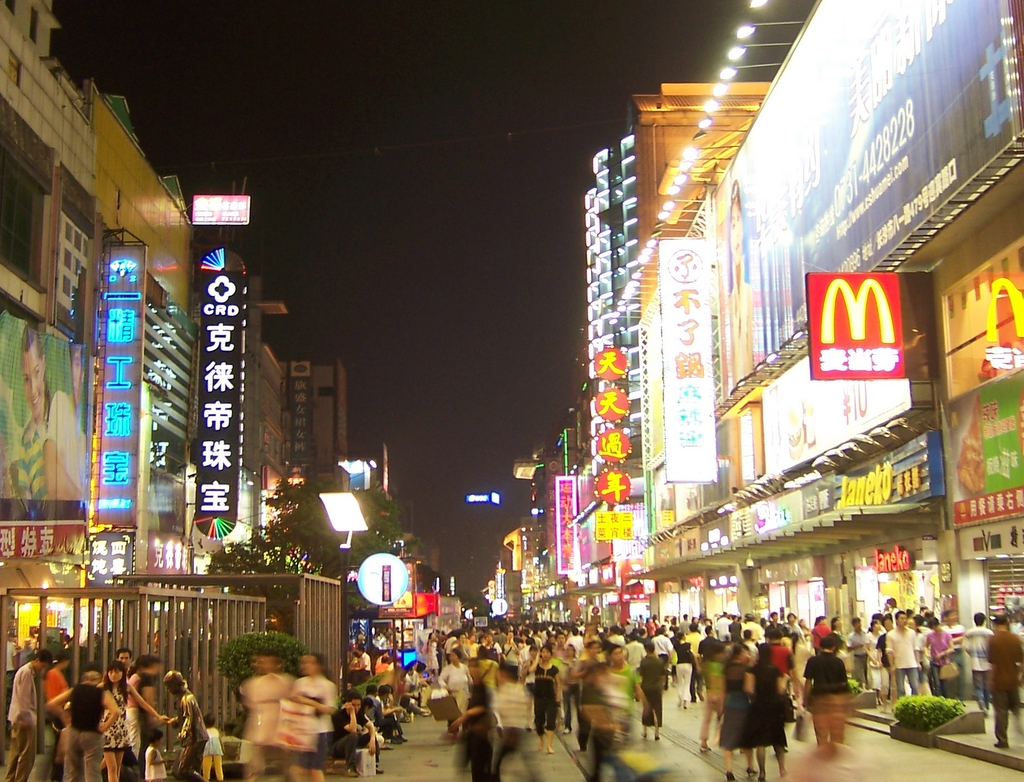
黄興路歩行街。

- 黄興路歩行街
- 化竜池